# داريل وودز
داريل وودز (5 يناير 1964 في المملكة المتحدة - ) (بالإنجليزية: Darryl Woods)‏ هو لاعب كريكت بريطاني. لعب مع Oxfordshire County Cricket Club ‏.

## وصلات خارجية
- داريل وودز على موقع إي آس بي آن كريك إنفو (الإنجليزية)